# Återremiss
Återremiss är när en styrelse eller annat beslutande organ avstår från att fatta beslut, utan i stället skickar tillbaka ärendet för ytterligare behandling, säger man att de återremitterar ärendet.